# 因蒂普卡
因蒂普卡（西班牙語：Intipucá），是薩爾瓦多的城鎮，位於該國東部，由拉烏尼翁省負責管轄，面積94.49平方公里，海拔高度101米，2007年人口7,567，人口密度每平方公里80.08人。
13°12′N 88°3′W / 13.200°N 88.050°W